# Aplasta sudataria
Aplasta sudataria là một loài bướm đêm trong họ Geometridae.